# Mulya Jaya (Bayung Lencir)
Mulya Jaya is een bestuurslaag in het regentschap Musi Banyuasin van de provincie Zuid-Sumatra, Indonesië. Mulya Jaya telt 1771 inwoners (volkstelling 2010).